# Latouchia cornuta
Espèce
Latouchia cornuta est une espèce d'araignées mygalomorphes de la famille des Halonoproctidae.

## Distribution
Cette espèce est endémique de Chine. Elle se rencontre au Hebei et au Shaanxi.

## Description
Le mâle holotype mesure 13,10 mm et la femelle paratype 16,56 mm.

## Publication originale
- Song, Qiu & Zheng, 1983 : A new species of spider of the genus Latouchia (Araneae: Ctenizidae) from China. Zoological Research, vol. 4, no 4, p. 373-376.